# Zamek Kérouzéré
Zamek Kérouzéré (fr. Château de Kérouzéré) – zabytkowy zamek w Sibiril (Bretania).
W XIV w. właścicielem pierwotnego zamku był Eon de Kerouzéré, który ożenił się z Małgorzatą de Pontantoul. Ich syn Jehan II Kerouzéré był podczaszym księcia Jana V Zdobywcy (1340-1399). Jego syn Yvon de Kerouzéré ożenił się Marią de Kerimerc’h. Ich syn Jehan III de Kérouzéré, natomiast w 1476 ożenił się z Jeanne de Rosmadec. Herb tego małżeństwa (sojuszu) podtrzymywany przez dwa lwy znajduje się w zamku. Kolejnym właścicielem był Pierre de Boiséon (zm. 1627), który w 1587 ożenił się z Jeanne de Rieux (zm. 1630). Jego herb ozdabia kominek sali honorowej.

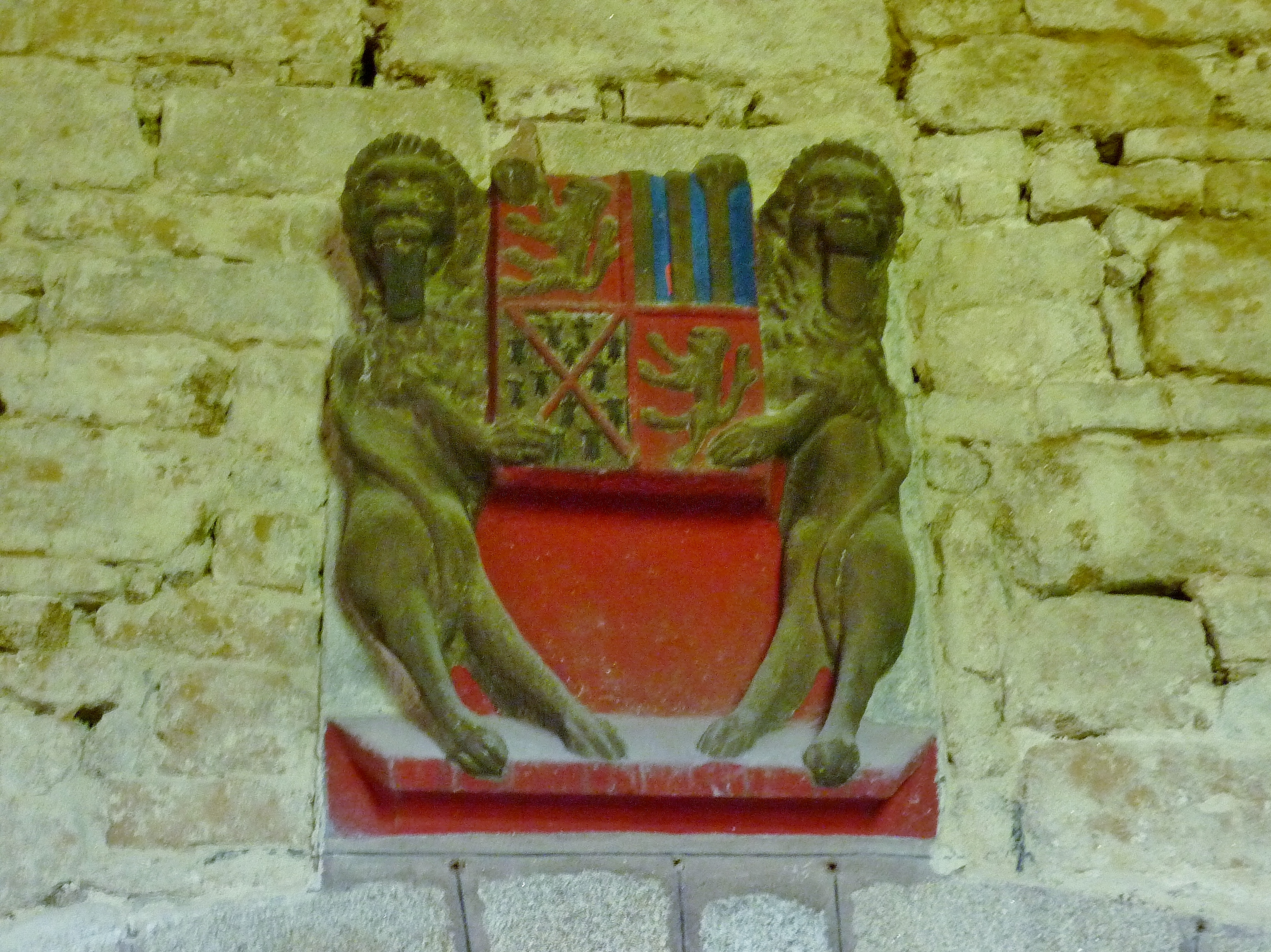
Herb małżeński Kerouzéré-Rosmadec[3].
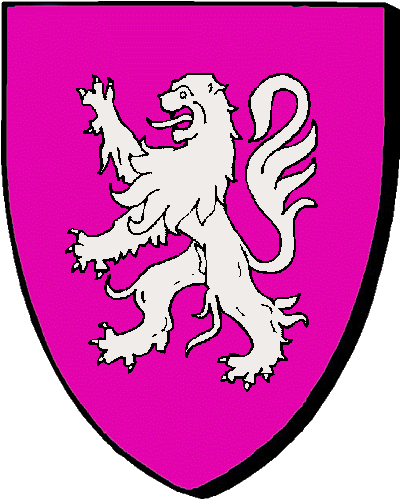
Herb Jehana III de Kerouzéré (pola 1,4)
Herb Jeanne de Rosmadec (pole 2)
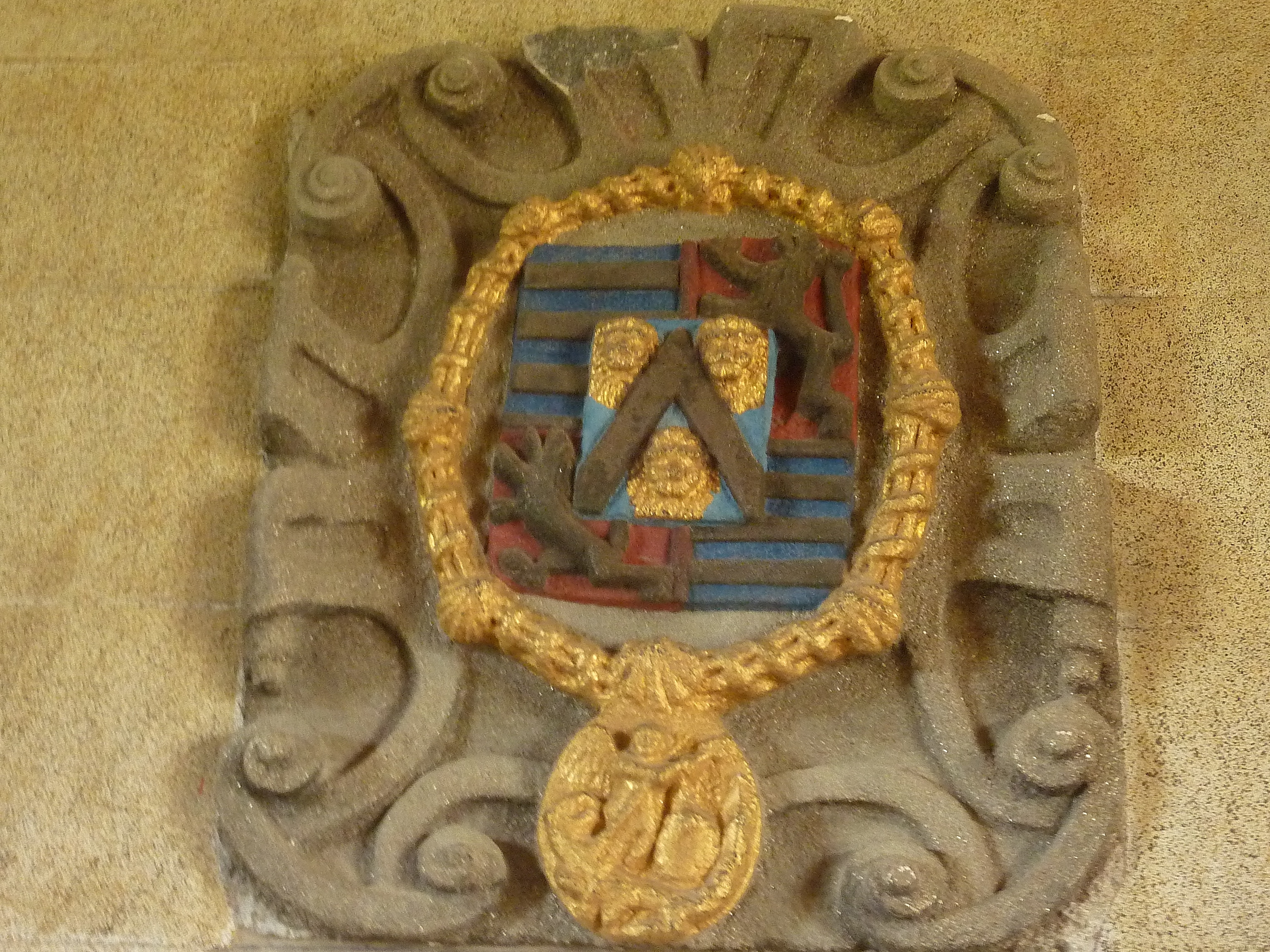
Herb Pierre’a de Boiséon
Herb Pierre’a de Boiséon (pole serca)
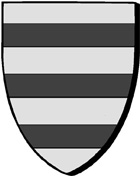
Herb Kerimel (pole 1,4)